# Coupe du Paraguay de football
La Coupe du Paraguay de football ou Copa Paraguay a été créée en 2018.
Le vainqueur obtient une place en Copa Sudamericana et depuis 2021 il dispute la Supercoupe du Paraguay contre le champion du pays avec le score le plus élevé du tableau cumulé à la fin de la saison.

## Histoire
De 1975 à 1996 il existait de façon discontinue une compétition nommée Tournoi de la République (Torneo Republica). Le projet de la première édition de la Copa Paraguay a été officiellement présenté en décembre 2017 et approuvé lors d'une session ordinaire du Conseil exécutif de l'APF le 20 février 2018. 
La première édition est remportée par le Club Guaraní.

## Palmarès
| Année | Vainqueur              | Score        | Tirs au but  | Finaliste                |
| ----- | ---------------------- | ------------ | ------------ | ------------------------ |
| 2018  | Club Guaraní           | 2-2          | 5-3          | Club Olimpia             |
| 2019  | Club Libertad          | 3-0          |              | Club Guaraní             |
| 2020  | non disputée           | non disputée | non disputée |                          |
| 2021  | Club Olimpia           | 2-2          | 3-1          | Club Sol de América      |
| 2022  | Club Sportivo Ameliano | 1-1          | 4-3          | Club Nacional            |
| 2023  | Club Libertad          | 1-1          | 4-1          | Club Sportivo Trinidense |
| 2024  | Club Libertad          | 1-0          |              | Club Nacional            |